# История Новосибирска
Новосиби́рск (произношениео файле; до 1926 года — Но́во-Никола́евск) — третий по численности населения город России (после Москвы и Санкт-Петербурга)

## Основание и история до 1917 года

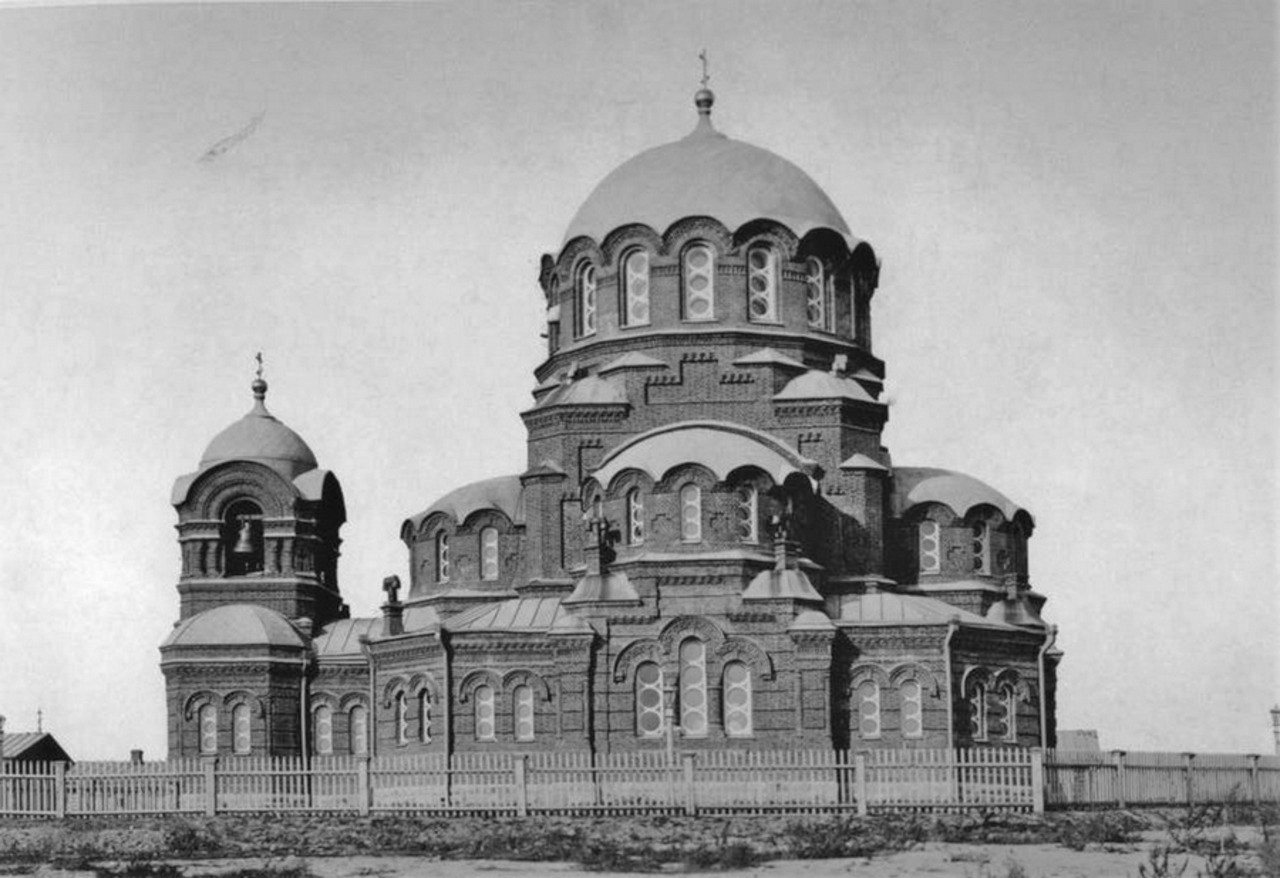
Собор Александра Невского — одно из первых каменных строений в городе. 1899 год

История города берёт начало со строительства первого железнодорожного моста через Обь.

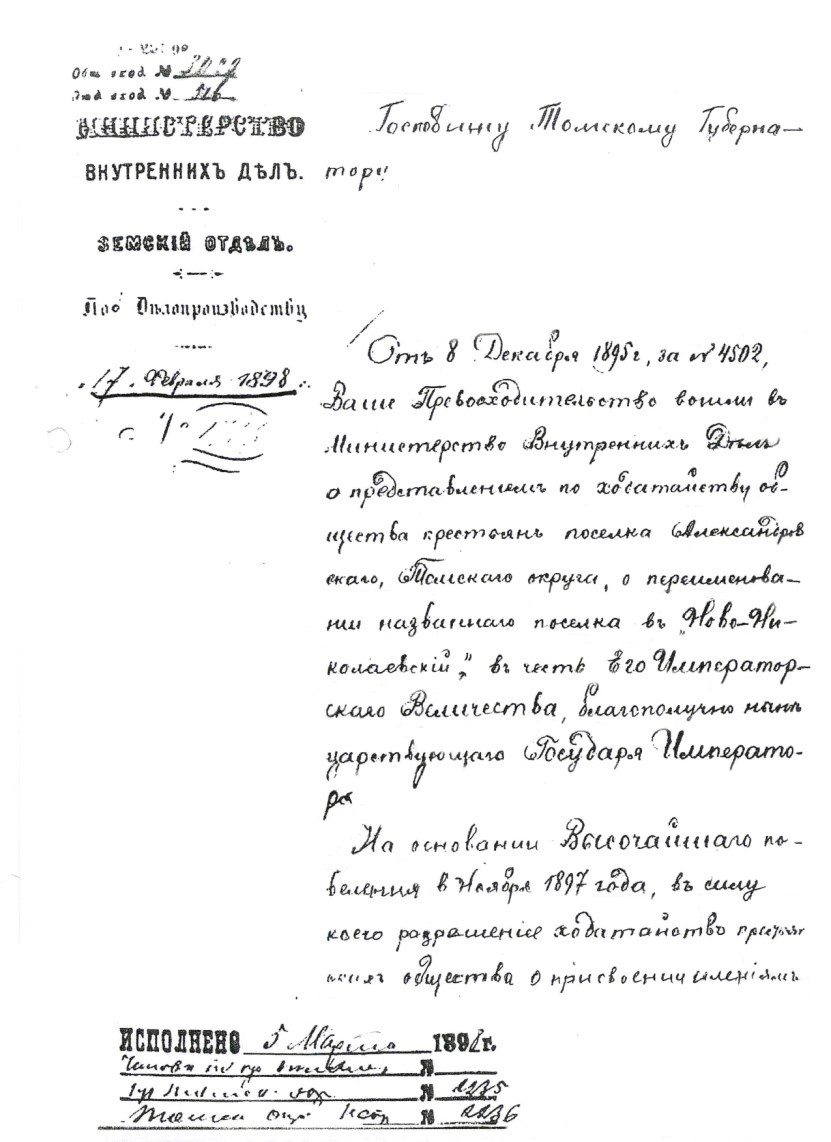
Разрешение 1898 года о переименовании Александровского посёлка в
Ново-Николаевский

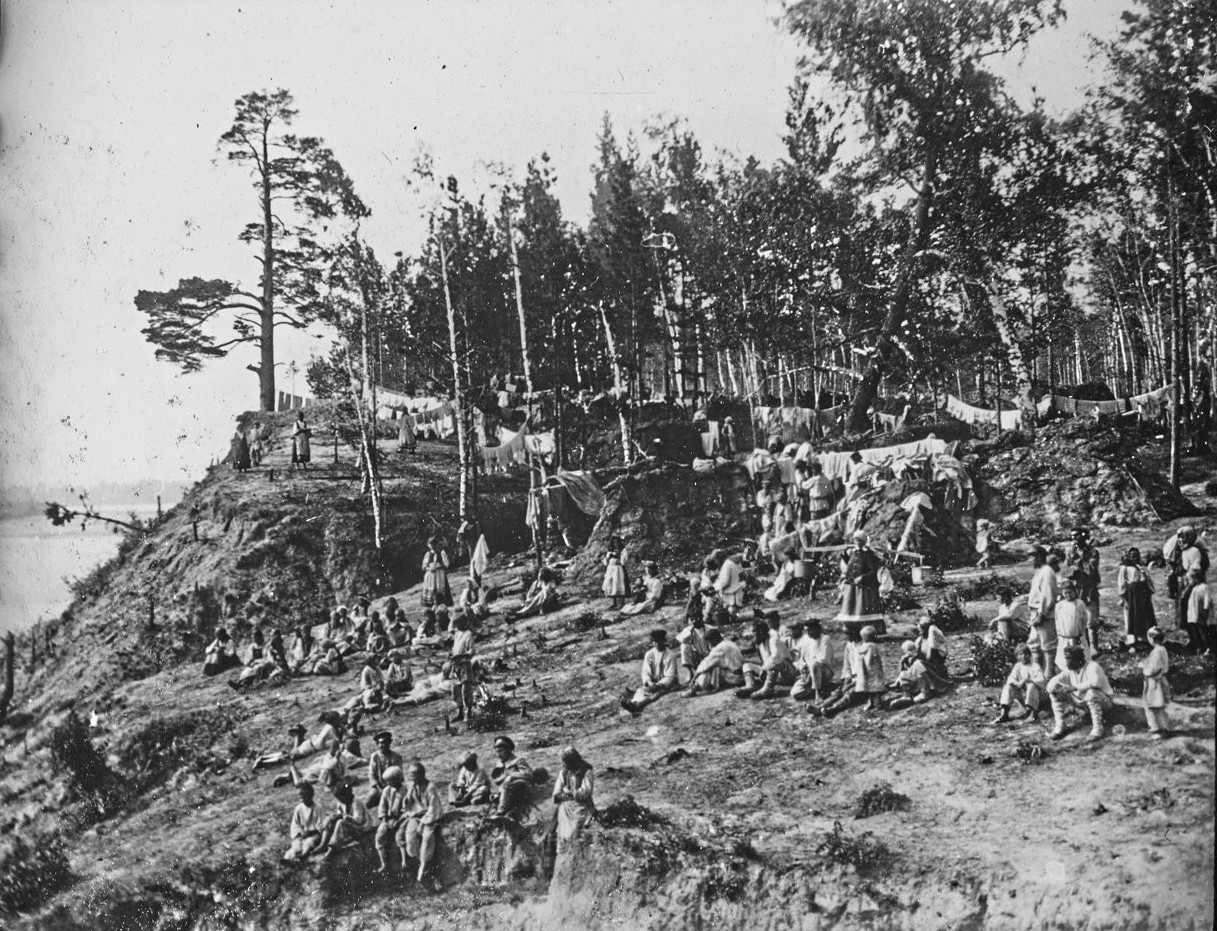
Поселенцы в Кривощёково, 1897 год

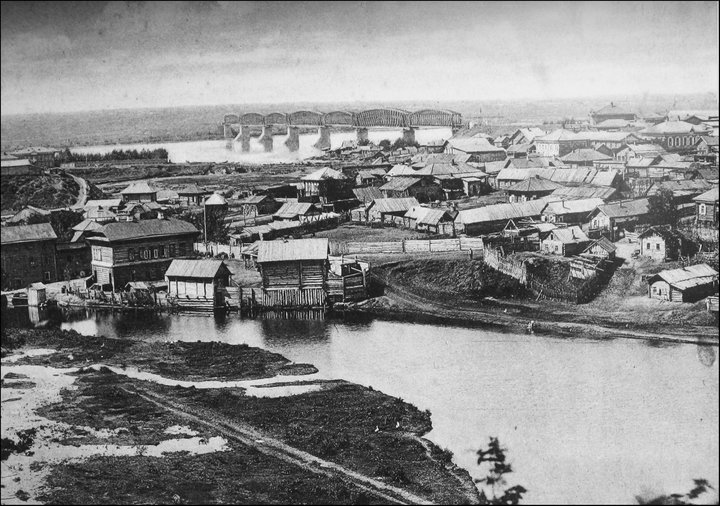
Hово-Николаевск (совр. Новосибирск) на рубеже XIX и XX веков. Первый железнодорожный мост через Обь, на переднем плане река Каменка

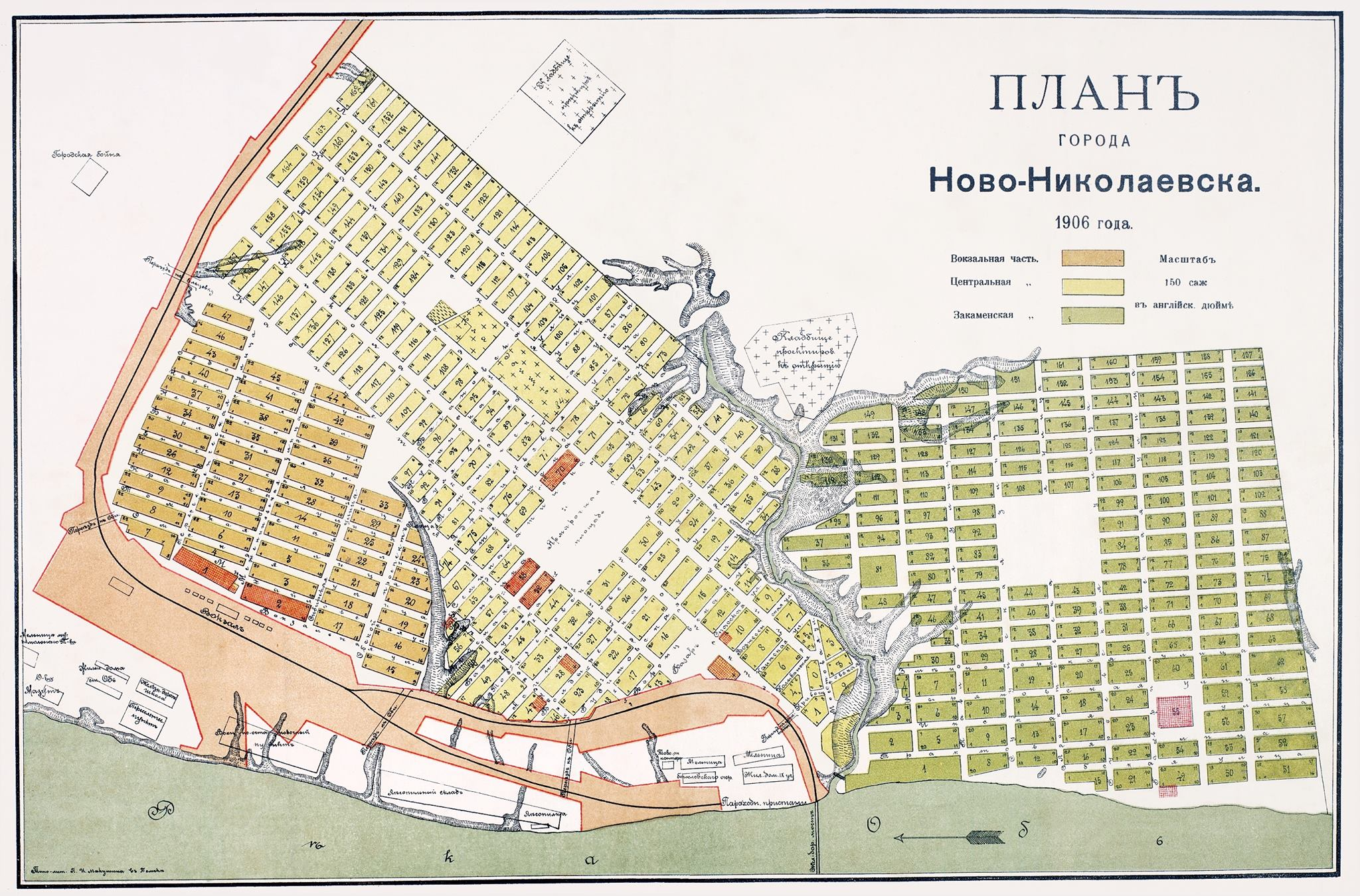
План Ново-Николаевска (совр. Новосибирск) 1906 года

Следует отметить, что по мере своего роста город включал территории, на которых ранее располагались иные населённые пункты, в том числе более древние. Так, например, современные границы города включают бывшее поселение чатских татар, существовавшее в XVI—XVIII вв. Первым русским поселением на территории современного Новосибирска был Никольский погост или село Большое Кривощёково, основанное в конце XVII века. Большое Кривощёково вместе с Кривощёковским выселком были расселены при строительстве железной дороги и железнодорожного моста.
30 апреля (12 мая) 1893 года на место основания будущего города прибыла первая партия рабочих для возведения жилья для строителей железнодорожного моста, этот момент принято считать официальной датой рождения Новосибирска.
К 1896 году Западно-Сибирская железная дорога была достроена до Оби, в связи с чем Большое Кривощёково было частично уничтожено. Более сотни семей с домами были переселены на противоположный берег, основав в 1891 году посёлок Кривощёковский (Атлас Азиатской России, Петербург 1916 г.), а на месте снесённой части села были построены подъездные пути и в одной версте от них — станция Кривощёково (с 1960 года — Новосибирск-Западный). В 1897 году был открыт для движения построенный железнодорожный мост через реку Обь. Наличие железной дороги, инфраструктуры станции способствовало притоку населения в переселенческий посёлок. Так, за несколько лет число его жителей увеличилось с 685 до 2000. Кривощёковская слобода включена в состав города Новосибирска только 20 октября 1930 года, получив название Заобский район (с 1934 года — Кировский).

Около 1907 г. городской голова Ново-Николаевска выступил на съезде городских голов в Санкт-Петербурге, организованном III Государственной Думой. 
Городской голова Новониколаевска имел большой успех. Он рассказывал, как за какие-нибудь 10 лет маленький посёлок разросся в образцовый город с 200 000 населения. Были разбиты сады, проложены хорошие мостовые, проведены трамваи, электричество, телефон, построены просторные общественные здания, школы, театр, комфортабельные частные дома. Маленький посёлок перегнал старые города, получил всё, что давала тогда передовая техническая цивилизация. Мы слушали что-то, напоминающее рассказы из американской жизни. Молодой городской голова видел, какое он производит впечатление на слушателей, и явно гордился своим городом. Это льстило его сибирскому честолюбию. Сибиряки свой край любили и заботиться о нём умели.
11 (24) мая 1909 года в Ново-Николаевске произошёл страшный пожар. Он продолжался несколько дней. Огнём было уничтожено 794 дома со всеми приусадебными постройками, сгорело 22 квартала города, более 6 тысяч человек остались без крова (большинство их расположилось лагерем под открытым небом вдоль р. Каменки). Общий ущерб, нанесённый пожаром, составил свыше 5 млн рублей золотом. Вслед за пожаром через несколько дней началась эпидемия брюшного тифа и холеры. Также в 1909 году железнодорожная станция Обь переименовывается в Новониколаевск.

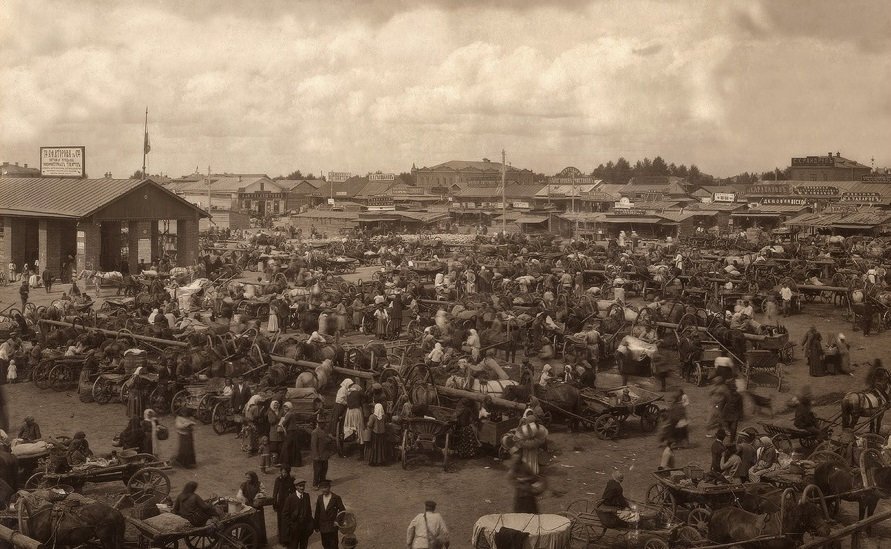
Базарная площадь (совр. площадь Ленина) в Ново-Николаевске (совр. Новосибирск) в 1913 году

В 1912 году власти Ново-Николаевска официально вводят всеобщее начальное образование (к тому времени всеобщее начальное образование было введено только в Ярославле). В этом же году происходит ещё более громкое событие. Дело в том, что судьба Ново-Николаевска могла бы стать похожей на судьбы других станционных посёлков, которые таким же образом появились на пересечении великих рек и Транссибирской магистрали, но вмешался случай. В Санкт-Петербурге было принято решение связать железной дорогой Сибирь с Алтаем. Существовали разные варианты отправного пункта, но Владимир Жернаков, городской голова Ново-Николаевска, в течение трёх лет всеми средствами пытался убедить имперскую Комиссию по железным дорогам в том, что прокладывать дорогу на Семипалатинск (конечный пункт алтайской ветки) нужно именно от станционного городка Ново-Николаевска. В итоге 3 (16) июня 1912 года состоялось главное для будущего Новосибирска событие: жернаковский вариант прошёл высочайшее утверждение, и Ново-Николаевск в одночасье стал крупнейшим в России мультимодальным узлом — южный транспортный луч автоматически изменил статус всех остальных, они превратились в транснациональные. С этого времени в Ново-Николаевске начался невиданный по темпам экономический бум: в 1915 году, когда строительство железной дороги Ново-Николаевск — Семипалатинск ещё только подходило к концу, в городе при 70 тысячах населения уже работало 7 банков. Символом того времени стала часовня Святого Николая, которая в этом же году была торжественно открыта на Николаевском проспекте (ныне Красный проспект).
В 1915 году строится железнодорожная станция Новониколаевск II (с 1960 года — Новосибирск-Южный), станция Новониколаевск разделяется на станции Новониколаевск I-Пассажирский и Новониколаевск III-Товарный.
В 1916 году Ново-Николаевск был выбран в качестве губернского города для вновь образуемой Алтайской губернии, которую предполагалось образовать в 1917 году. Временное правительство, однако, затем решило сделать губернским городом Барнаул.
К 1914 году население города Ново-Николаевска насчитывает 60 000 человек, в 1915 году — 75 000 человек (без учёта переменного состава расквартированных войск). В городе имеются: частная и железнодорожная пристани с ледником для масла на 820 тонн, 8 религиозных учреждений (5 православных, 1 католическая, 1 старообрядческая церкви, 1 еврейская молельня), более 40 учебных заведений (в том числе реальное училище, женская гимназия, четырёхклассное городское, двуклассное железнодорожное и начальные училища), типография, 4 библиотеки, 4 больницы, амбулатории, казначейство, отделения 6 банков и 2 агентства земельных банков (обороты банков около 250 млн рублей), биржа, заводы (Военно-сухарный, чугунолитейные «Т-ва Труд» и «Верман и Петерс», кожевенные, мыловаренные, лесопильные и др.).
С началом первой мировой войны город стал превращаться в огромный тыловой гарнизон. На 1 января 1915 года в нём дислоцировались: 4-я Сибирская стрелковая запасная бригада, 52-я бригада государственного ополчения, команда уездного воинского начальника, четыре Сибирских стрелковых запасных батальона, 707-я пешая Томская дружина государственного ополчения, отделение конского запаса, 146-й и 148-й сводные эвакуационные госпитали, пункт ремонта артиллерийских лошадей. В последующие годы число воинских частей в городе ещё выросло, в 1916 году эти части отправляли на фронт в среднем по 25 000 человек обученного пополнения в месяц. Кроме того, в городе имелся лагерь австро-германских военнопленных на 10 000 человек, в котором на январь 1917 года по факту содержалось около 12 тысяч человек.

## После 1917 года
После Февральской революции состоялись выборы в городское Народное собрание. Параллельно был образован Совет рабочих, солдатских и крестьянских депутатов. 14 (27) декабря 1917 года в помещение городской управы прибыл вооружённый отряд, который возглавлял один из лидеров большевиков А. Петухов — так власть в городе перешла к Советам.
26 мая 1918 года одно из подразделений чехословацкого легиона, поднявшего вооружённый мятеж на всём пути своего следования после событий 14-25 мая, во главе с капитаном Гайдой свергло советскую власть в Ново-Николаевске, захватив город в результате неожиданной военной операции с участием офицеров местного антибольшевистского подполья. Одновременно в Томске население свергло губернский большевистский Совет и объявило о формировании на территории Томской, Алтайской, Омской[уточнить] и Енисейской губерний автономной республики — Сибирской области, руководить которой предложено антимонархической университетской интеллигенции под председательством Григория Потанина. 28 мая в Ново-Николаевск прибыл полковник А. Н. Гришин-Алмазов, который объявил о своём вступлении в командование войсками Западно-Сибирского военного округа республики Автономная Сибирь[уточнить]. Военной администрацией Ново-Николаевска лидеры большевистского городского Совета (Фёдор Горбань, Фёдор Серебренников, Дмитрий Полковников, Александр Петухов и др.) 4 июня 1918 г. были расстреляны. Сопротивление былo направленo против советской власти и вооруженных отрядов большевиков. 30 июня 1918 года Западно-Сибирский комиссариат передал свои властные полномочия Временному сибирскому правительству, сформированному из областников во главе с П. В. Вологодским, прибывших из Томска и Харбина. После этого Временное правительство переехало в Омск, потому что Ново-Николаевск продолжал оставаться под контролем польских и чешских легионеров. В ноябре 1919 года Автономная Сибирь пала — поздней осенью войсками 5-й армии Красной Армии был взят Омск, а через месяц войска Сибирских армий от Барнаула до Томска фактически сложили оружие: Томск и Ново-Николаевск пали в 20-х числах декабря 1919 года. Наступил Красный террор.
После Гражданской войны весной 1920 года в Ново-Николаевске лютует эпидемия тифа и холеры. Население города в августе 1919 года составляло почти 130 тысяч человек, а в 1920 году уже 67 тысяч. Советское правительство создало Чрезвычайную комиссию по борьбе с тифом «Чека-Тиф». Из Новониколаевска болезни расползались по губернии. Плохо работали государственные учреждения, включая железную дорогу, население испытывало голод. По городу бродили приезжие, которые оставались тут из-за простоя поездов и просили еды и ночлега.
В 1920 году продразвёрстка, идущая в жёстких условиях Красного террора в сёлах хлеборобной части юго-запада Томской губернии, вызывает антибольшевистское восстание крестьян «Сибирская Вандея», которое идёт под лозунгами сохранения советской власти и социалистической революции, но без коммунистов. В восставших местностях коммунистические ячейки были полностью уничтожены. Погибло около 150 человек — членов РКП(б) — и члены народной милиции Колывани (центр восстания). Восставшие формируют собственные вооружённые силы и партизанские отряды. На тот момент в Новониколаевске отсутствует постоянный гарнизон Красной армии и защита города организована силами сотрудников ВЧК и народной милиции. Части мятежников захватили близлежащую к городу станцию Чик. Сибревком срочно эвакуирует в Томск все государственные и партийные учреждения. Томску возвращён статус столицы губернии. Из Новониколаевска и Томска против восставших выдвинуты части ВЧК и ЧОН (отряды вооружённых членов партии и активных комсомольцев). Восстание было жестоко подавлено. Было арестовано около 600 человек, к расстрелу были приговорены 250 активных участников.

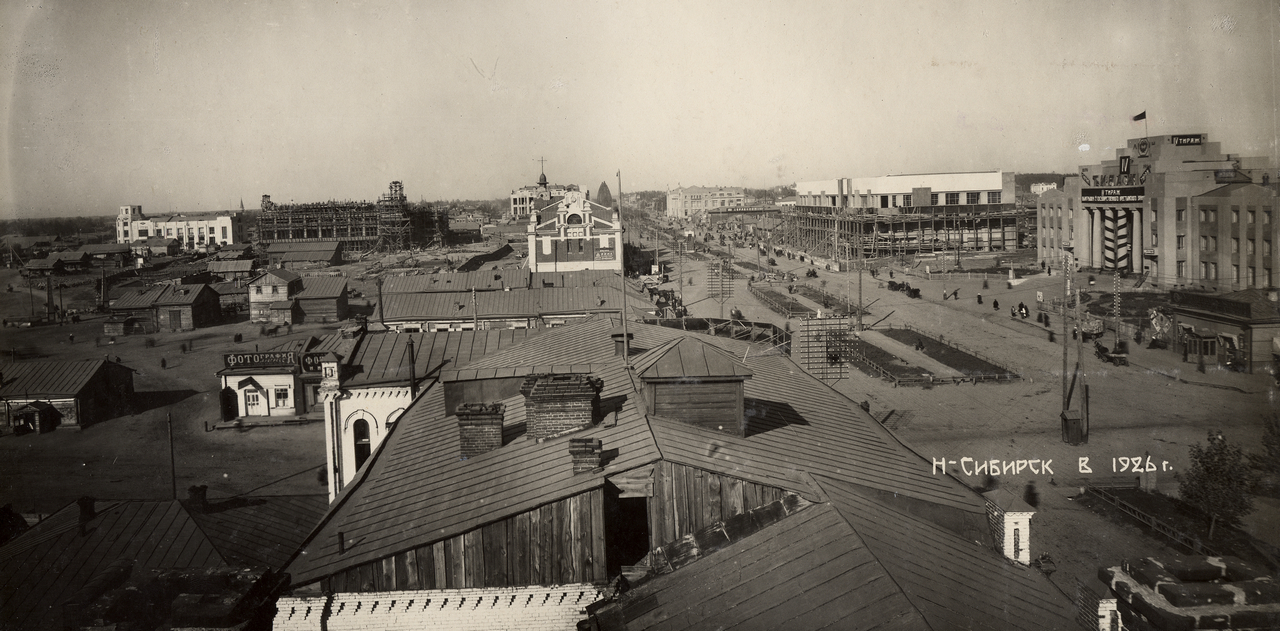
Красный проспект, 1926 год

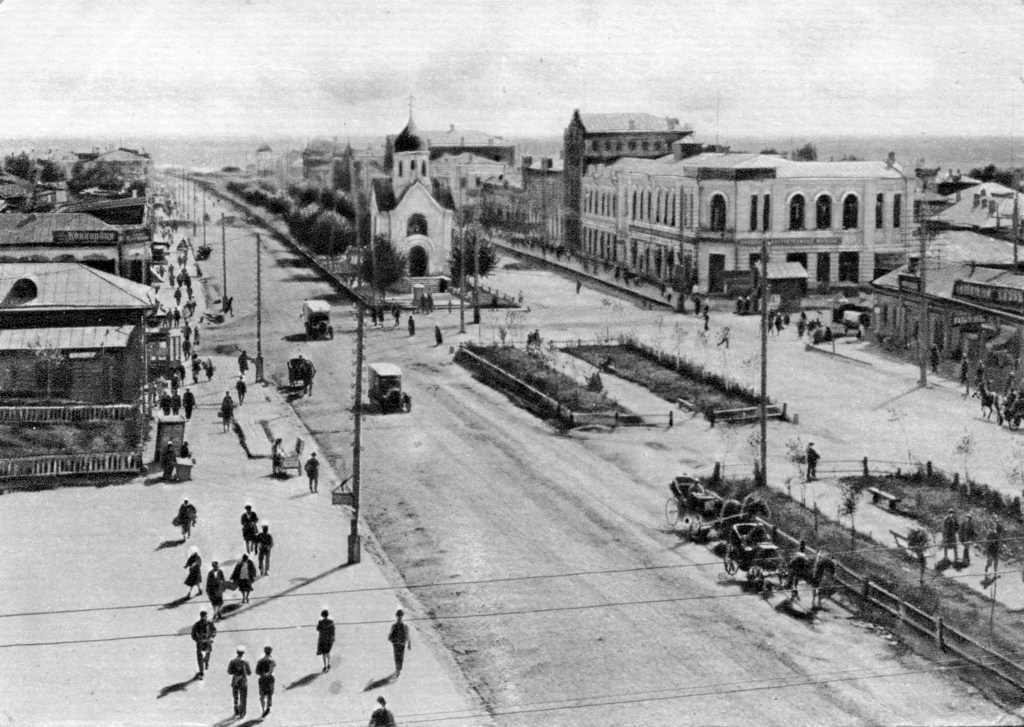
Часовня святого Николая, конец 1920-х

Чтобы восстановить важнейший транспортный узел, руководство ВЦИК 13 июня 1921 года, посредством Сибревкома решает всё-таки превратить Ново-Николаевск в «новый пролетарский административно-политический центр», на части территорий Томской и Омской губерний формируется Новониколаевская губерния. Здесь вновь располагается Сибревком, сюда из Омска переводятся все сибирские управленческие структуры РКП(б), включая редакцию газеты «Советская Сибирь». а затем, 25 мая 1925 года, Сибревком проводит административную реформу на территории Сибири, создаётся новая административная структура — Сибирский край (с центром в Ново-Николаевске/Новосибирске). В состав были включены бывшие Томская, Омская, Новониколаевская, Алтайская и Енисейская губернии, а также Ойротская автономная область.

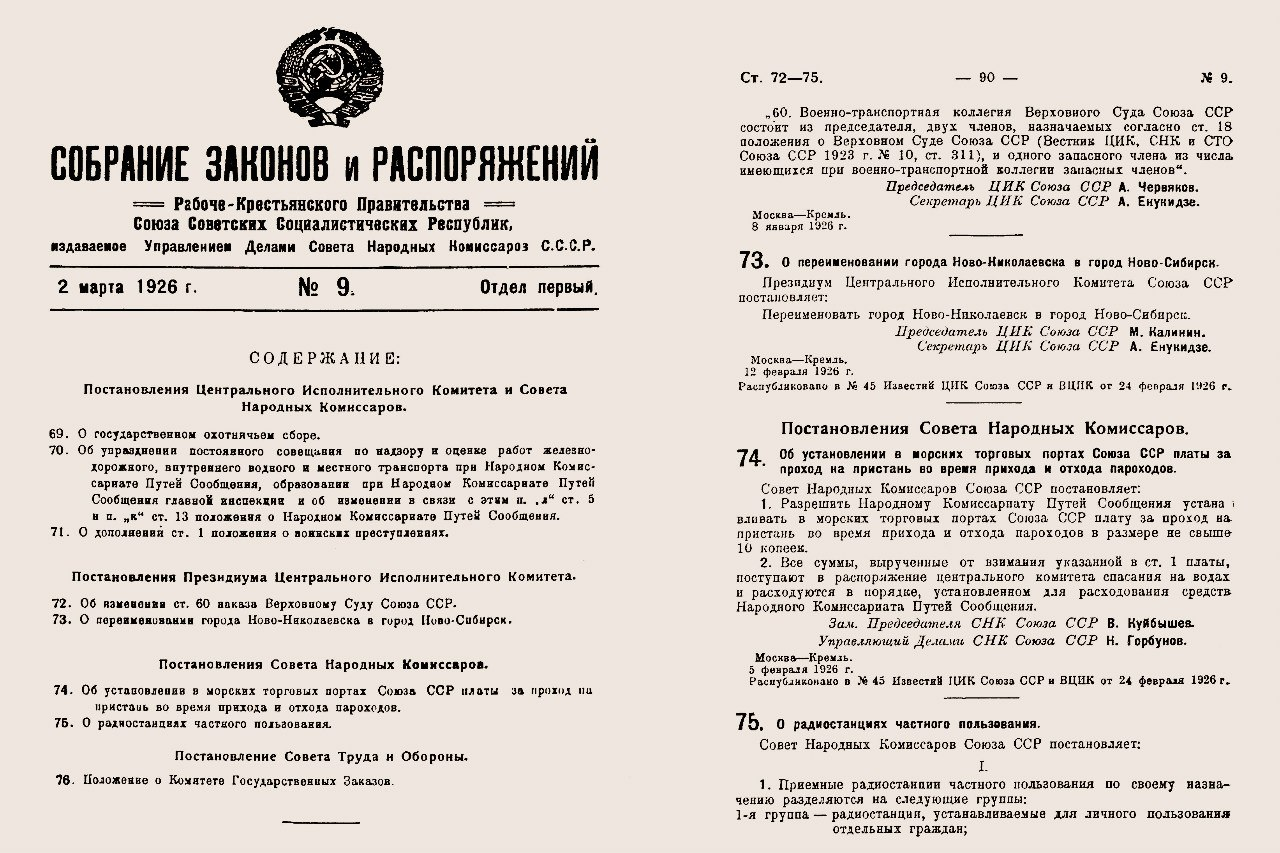
Постановление ВЦИК о переименовании Ново-Николаевска в Ново-Сибирск

Советская власть в Ново-Николаевске была установлена в конце января 1918 года, и тогда впервые заговорили о переименовании города. После восстановления советской власти в декабре 1919 года этот вопрос снова начал обсуждаться, предлагалось много вариантов. В декабре 1925 года первый краевой съезд Советов Сибири решил вопрос о новом названии города, и газета «Советская Сибирь» от 10 декабря 1925 года поспешно пишет о переименовании Новониколаевска в Новосибирск. Так как официально город назывался Ново-Николаевск, то в постановлении ВЦИК о переименовании от 12 февраля 1926 года ошибка была исправлена — Ново-Николаевск был переименован в Ново-Сибирск. Однако, как и в прежнем названии города, дефис в названии Ново-Сибирск не прижился в обществе и не использовался.
В ранге административного центра крупнейшей в мире административно-территориальной единицы Новосибирск снова начинает развиваться. Город получает прозвище «Сибирский Чикаго» — с лёгкой руки народного комиссара просвещения РСФСР, академика Анатолия Луначарского, который в конце 1920-х побывал в Новосибирске и так записал свои впечатления от посещения города:
«Если пять лет тому назад Новосибирск представлял собой ещё полудеревню, то сегодня это оригинальный город, выросший в двухсоттысячную столицу и неудержимо мчащийся вперёд, как настоящий сибирский Чикаго».
В 1930 году Кривощёковская слобода была переименована в Заобский район и впервые включена в состав территории города Новосибирска, который до этого времени располагался исключительно на правой стороне Оби. 30 июля этого же года постановлением ВЦИК из 14 округов Сибирского края и Ойротской автономной области был образован Западно-Сибирский край с центром в Новосибирске.
В те же годы, в 1931-1932-м, начали строить соцгородок в районе станции Эйхе, где дома для железнодорожников проектировал известный немецкий архитектор Рудольф Волтерс. Небольшой посёлок, построенный в лесочке, оставшемся от строительства Транссиба, в полноценный городок так и не вырос. «Первомайский район развился уже в связи с войной и послевоенными делами, и этот соцгород потонул в общей застройке, его нельзя выделить как самостоятельный объект», — говорит хранитель музея истории архитектуры.
Ещё один город-сад, ровесник первым двум, был запроектирован вокруг будущего завода им. Чкалова — он был заложен в 6 км от Новосибирска, что вполне соответствовало концепции, и построен фактически на болотах в районе станции Ельцовка. Проект этого соцгородка, разработанный на основе немецких проектов для Новокузнецка, не сохранился, но сотрудникам музея известно, что по нему было построено только четыре здания: два дома в начале улицы Республиканской и два — на улице Трикотажной, 49 и 49"а".

Строительство Дома науки и культуры, будущего Оперного театра, на площади Ленина

Трамвай на площади Ленина, 1935—1937 годы

В 1934 году на строительстве Дворца науки и культуры (ныне театр оперы и балета) завершилось сооружение купола, разработанного московским инженером Б. Ф. Матэри. Лежащий на опорном железобетонном кольце, которое, в свою очередь, опирается на стоящие по кругу колонны, этот купол был создан как уникальная монолитная железобетонная конструкция диаметром 55,5 м, с толщиной стенок 8 см. Отношение толщины скорлупы куриного яйца к его диаметру составляет 1/250, а у детища Матэри этот показатель составил 1/750. Здание Оперного театра становится символом современного Новосибирска.

Вид на Красный проспект и недавно созданный Первомайский сквер, 1937—1938 годы.

В 1936 году самое крупное тогда предприятие Новосибирска завод «Сибмашстрой», где выпускались льнотрепалки и насосы типа «Комсомолец», сменило профиль, директора и название. Оно было преобразовано в «предприятие авиационной промышленности № 153», став таким образом заводом по выпуску истребительной авиации. Дело в том, что завод создавался для массового производства только одной модели конструктора Николая Поликарпова — И-16, который сегодня считается первым в мире серийным высокоскоростным низкопланом с убирающимся в полёте шасси.
Завод, получивший в 1939 году право называться именем Валерия Чкалова (И-16 называли «самолётом Чкалова» за то, что Чкалов его сам испытывал и сам отстаивал перед Сталиным как родоначальника нового вида боевой авиации), в годы Великой Отечественной войны стал одним из основных поставщиков истребительной авиации. В 1944 году из Новосибирска на фронт уходило по 17 истребителей в сутки, хотя более половины работавших на Чкаловском заводе составляли 12—14-летние подростки из пригородных деревень. Они трудились в условиях жесточайшей дисциплины за 700 граммов хлеба в день — такова цена девиза «Полк в сутки», с которым Новосибирск вошёл в историю Второй мировой войны.
28 сентября 1937 года ЦИК СССР утвердил Постановление ВЦИК о разделении Западно-Сибирского края на Новосибирскую область с центром в Новосибирске и Алтайский край с центром в Барнауле. Впоследствии из Новосибирской области были выделены Кемеровская (26 января 1943 года) и Томская области (13 августа 1944 года).

## После 1940 года
С 21 августа 1943 года по 3 июня 1958 года Новосибирск являлся самостоятельным административно-хозяйственным центром со своим особым бюджетом и относился к категории городов республиканского подчинения РСФСР.
25 сентября 1948 года на северной окраине Новосибирска основан секретный завод по выпуску урановой продукции, который назывался предприятие № 80 или завод химконцентратов. Примыкавший к нему район называли по тогдашней терминологии Соцгородком за особый режим снабжения и особое отношение к нему со стороны властей (курировал проект Л. Берия). В 1951 году на 80-м «ящике» начался выпуск урана, который на первых порах выплавлялся открытым способом.
Идея создания в Новосибирске Сибирского отделения АН СССР была воплощена в жизнь в 1957 году, после того как руководитель страны Никита Хрущёв одобрил план трёх крупнейших советских учёных: «отца» противотанковых кумулятивных снарядов Михаила Лаврентьева, математика Сергея Соболева и физика-механика Сергея Христиановича. На окраине Новосибирска, по мысли этих научных деятелей, был возведён Академгородок.
Эвакуированное население повлияло не только на развитие науки и искусства, но и на общую демографическую ситуацию — 2 сентября 1962 года в Новосибирске был официально зарегистрирован миллионный житель.
В 1960-е годы Западно-Сибирская железная дорога под руководством её первого начальника Н. П. Никольского пережила технологическое обновление, многие элементы которого носили революционный характер. На смену паровозам стали приходить тепловозы и электровозы, родилась современная система пассажирского железнодорожного сообщения.
В 1969 году местный зоопарк, организованный в 1947 году, возглавил ветеринарный фельдшер Ростислав Шило.

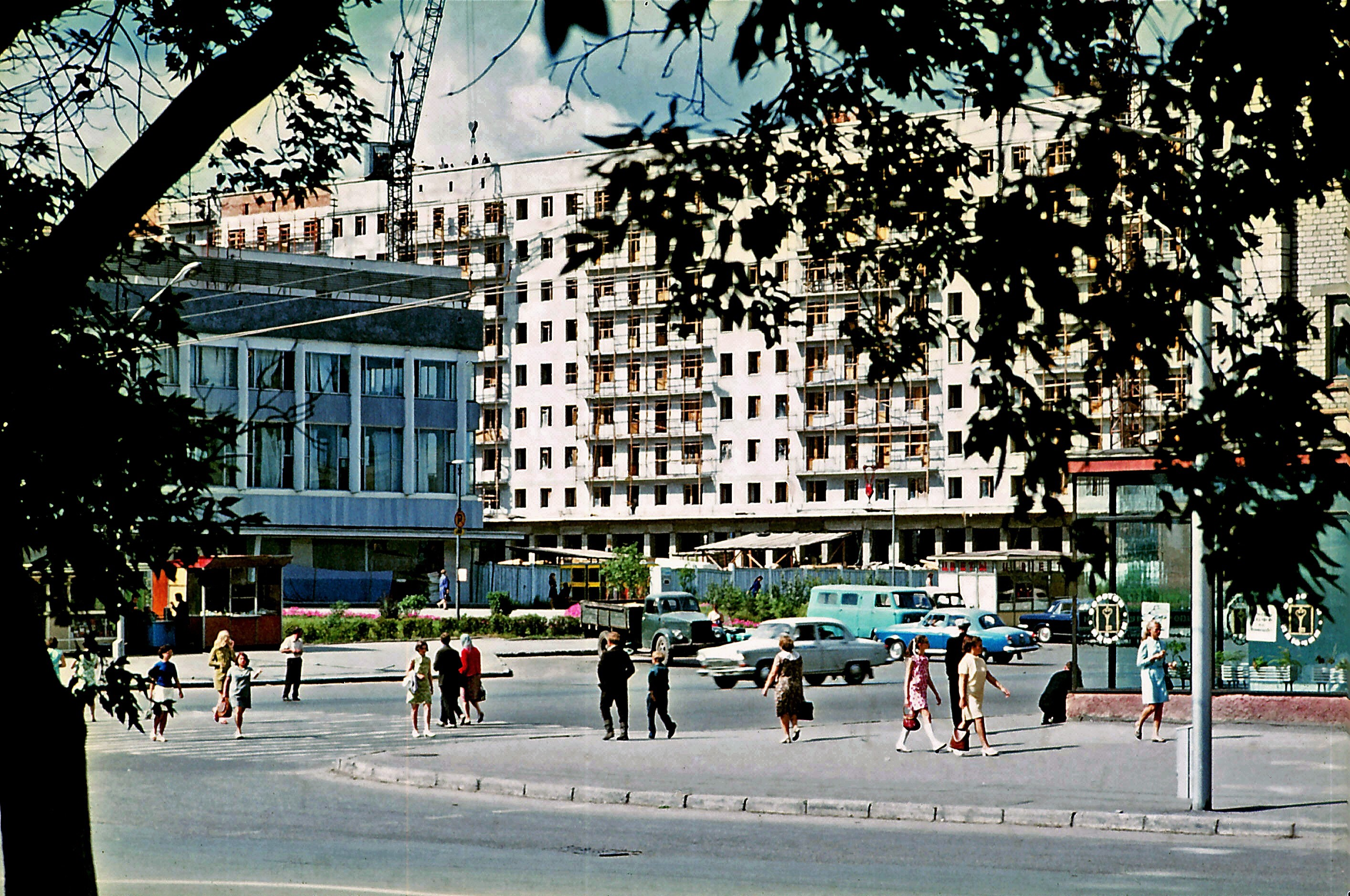
Улицы Новосибирска в 1971 году

В августе 1972 года в Новосибирске побывал с визитом Генеральный секретарь ЦК КПСС Леонид Брежнев. В разговоре с ним первому секретарю Новосибирского обкома партии Фёдору Горячеву удалось доказать необходимость скорейшего строительства Новосибирского метрополитена — первого в Сибири. Во время проектирования будущего сооружения главный инженер проекта С. В. Цыганков и инженер К. П. Виноградов предложили мостовой переход через Обь на 14 опорах — так состоялось рождение самого длинного метромоста в мире. 28 декабря 1985 года новосибирский метрополитен был принят в эксплуатацию Государственной комиссией, а 7 января 1986 года метрополитен официально открыл свои двери для пассажиров.
26 сентября 1976 года бывший пилот, угнавший с аэродрома Новосибирск-Северный самолёт Ан-2, протаранил на нём пятиэтажный жилой дом на улице Степной, 43/1. Погибли 11 человек.
28 апреля 1982 года опубликован указ Президиума Верховного совета РСФСР о награждении Новосибирска орденом Ленина, а в феврале 1990 года Новосибирску присвоен статус исторического города как центра науки и культуры Сибири.
6 апреля 1987 года учреждён ежегодный праздник — День города Новосибирска. Самый первый День города Новосибирск отмечал 4 октября 1987 года. Этот день оказался самым холодным за всю историю праздника — температура опустилась до нулевой отметки, выпал первый снег. На следующий год праздник был перенесён на июнь. С 1995 года День города официально празднуется в последнее воскресенье июня.
В 1993 году первым мэром, избранным жителями, стал Виктор Толоконский.
13 мая 2000 года указом Президента РФ Владимира Путина был образован Сибирский федеральный округ, центром которого был назначен Новосибирск.

## XXI век

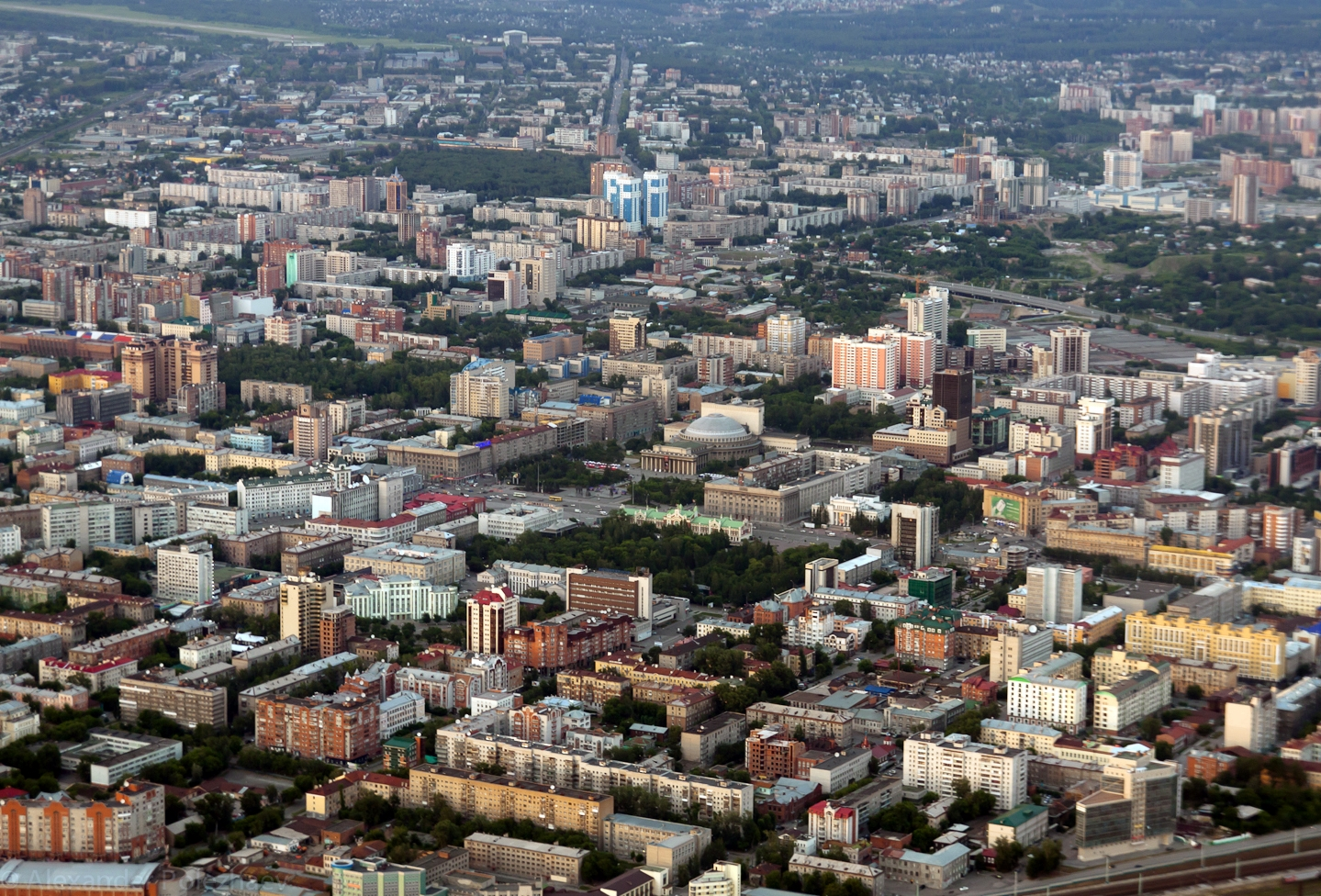
Панорама города, 2011 год

В 2015 году Новосибирску присвоено почётное звание «Город воинской и трудовой Славы».
2 июля 2020 года Новосибирску присвоено почётное звание «Город трудовой доблести».
20 февраля 2023 года отменены прямые выборы мэра Новосибирска, а 26 апреля утверждена новая схема выборов мэра депутатами горсовета.